# Poliurija
Poliurija je povečano izločanje urina - povečana dnevna diureza. Pri odraslih je to najmanj preko 2,5 litra urina v 24 urah. 
Poliurija je posledica raznih bolezenskih stanj, kot so sladkorna bolezen, ciroza jeter, pojavi pa se tudi lahko z uporabo diuretikov (zdravil za pospešeno izločanje vode iz telesa) ali s povečano količino zaužite tekočine.